# Segunda División de waterpolo 2020-21
La temporada 2020-21 de la Segunda División de waterpolo es disputada por ocho equipos de España. La competición está organizada por la Real Federación Española de Natación.

## Equipos
| Equipo                         | Ciudad                     |
| Grupo A                        | Grupo A                    |
| ------------------------------ | -------------------------- |
| Club Natación Tres Cantos      | Madrid                     |
| Club Natació L'Hospitalet      | Hospitalet de Llobregat    |
| Club Natació Godella           | Godella                    |
| Club Waterpolo Dos Hermanas    | Dos Hermanas               |
| Grupo B                        |                            |
| Club Deportivo Waterpolo Turia | Valencia                   |
| Club Natación Metropole        | Las Palmas de Gran Canaria |
| Waterpolo Navarra              | Pamplona                   |
| Club Waterpolo Elche           | Elche                      |

## Clasificación

### Grupo A
| | Equipo                           | Puntos | J | G | E | P | GF | GC | DG  |
| --- | -------------------------------- | ------ | - | - | - | - | -- | -- | --- |
| 1 | Club Natació L'Hospitalet        | 22     | 8 | 6 | 1 | 1 | 90 | 69 | 21  |
| 2 | Club Natación Tres Cantos        | 18     | 8 | 4 | 1 | 3 | 73 | 65 | 8   |
| 3 | C.N.W. MAJADAHONDA               | 17     | 8 | 5 | 1 | 2 | 74 | 73 | 1   |
| 4 | Club Natació Godella             | 14     | 8 | 3 | 1 | 4 | 69 | 78 | -9  |
| 5 | Club Waterpolo Dos Hermanas      | 5      | 8 | 0 | 0 | 8 | 66 | 87 | -21 |
| 6 | HOME CLINIC ALHAMBRA (CANCELADO) | 0      | 0 | 0 | 0 | 0 | 0  | 0  | 0   |
| Fuente: Federación Española de Natación: Clasificación de la Segunda División de waterpolo – Grupo A; actualización automática |                                  |        |   |   |   |   |    |    |     |

### Grupo B
| | Equipo                         | Puntos | J  | G | E | P  | GF  | GC  | DG  |
| --- | ------------------------------ | ------ | -- | - | - | -- | --- | --- | --- |
| 1 | Club Deportivo Waterpolo Turia | 27     | 10 | 7 | 1 | 2  | 136 | 88  | 48  |
| 2 | C.N. VALLIRANA                 | 26     | 10 | 8 | 0 | 2  | 119 | 93  | 26  |
| 3 | Club Waterpolo Elche           | 23     | 10 | 6 | 1 | 3  | 102 | 94  | 8   |
| 4 | Club Natación Metropole        | 20     | 10 | 5 | 0 | 5  | 107 | 93  | 14  |
| 5 | Waterpolo Navarra              | 13     | 10 | 3 | 0 | 7  | 87  | 104 | -17 |
| 6 | C.N. LAS PALMAS                | 2      | 10 | 0 | 0 | 10 | 68  | 147 | -79 |
| Fuente: Federación Española de Natación: Clasificación de la Segunda División de waterpolo – Grupo B; actualización automática |                                |        |    |   |   |    |     |     |     |